# Tinella (Lombardia)
Il Tinella è un torrente della provincia di Varese, che nasce nel parco regionale Campo dei Fiori e sfocia nel lago di Varese.

## Idrografia

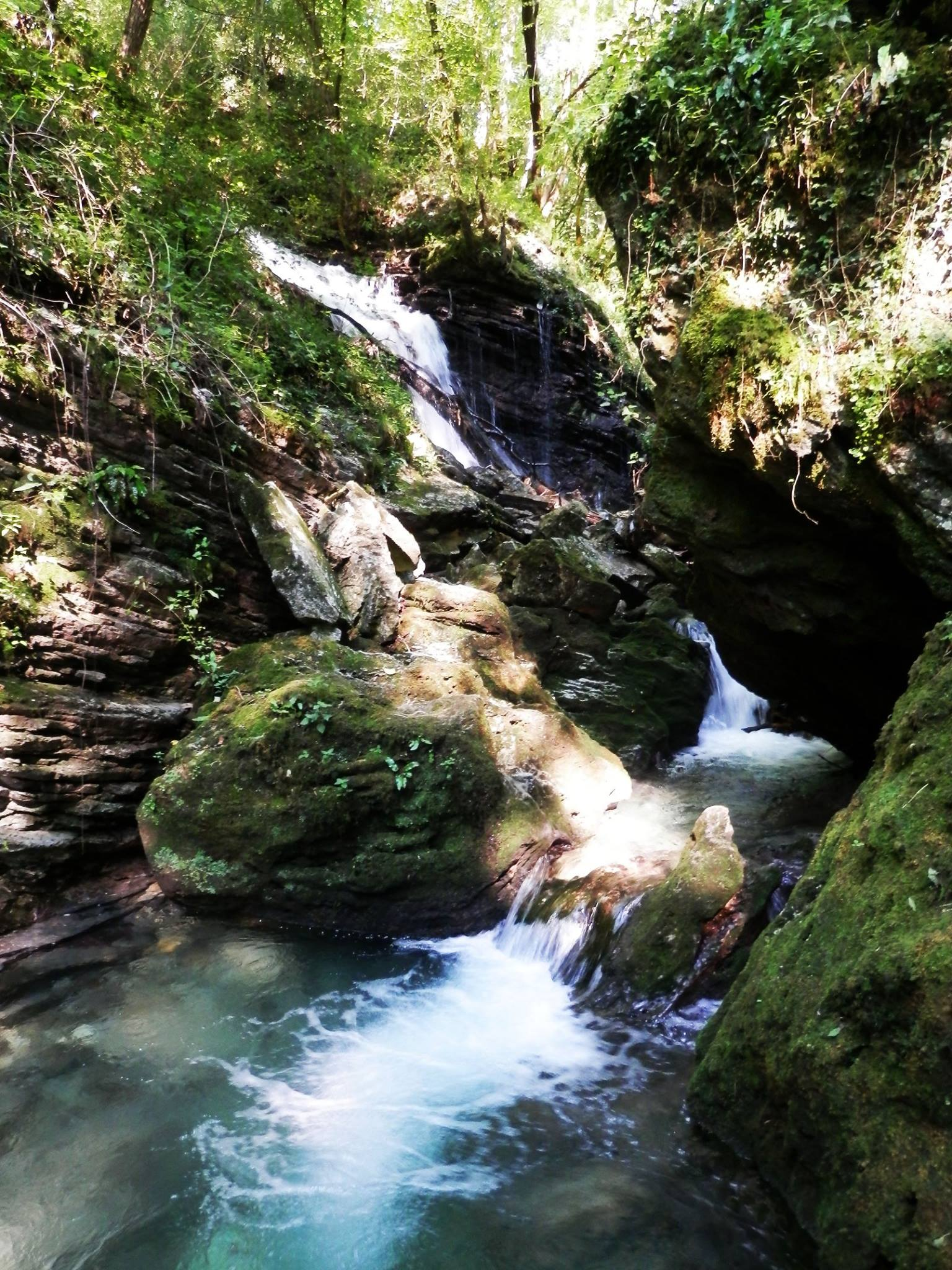
Il Tinella presso il "ponte del diavolo"

Il torrente Tinella nasce da due distinti rami sorgentizi che si uniscono a valle delle cascine Zambella e Tinello, in territorio di Luvinate. Il ramo sorgentizio più orientale nasce in località Pozzolo, a monte dell'ex Grand Hotel Campo dei Fiori, in territorio di Luvinate e percorre la Val della Stretta, in cui si trovano alcune sorgenti perenni, come la Fonte Val Stretta, la Fonte Volpinazza, la Fonte Piano e la Fonte Zèpa. Recentemente il parco Campo dei Fiori ha realizzato un sentiero che permette di osservare queste sorgenti. Questo ramo sorgentizio è alimentato dal torrente Val Stella.
Il ramo sorgentizio più occidentale nasce in territorio di Barasso e percorre la Valle della Barassina, ricevendo le acque di alcuni piccoli rivi.
Dopo l'unione dei due rami sorgentizi, il Tinella attraversa Luvinate e lambisce Casciago e la sua frazione Morosolo. Prosegue toccando la zona sud di Barasso ed infine sfociando nel Lago di Varese a Oltrona al Lago di Gavirate, a 240 m s.l.m.
Affluenti del Tinella sono il torrente di Luvinate ed il Rio Arianna, che nasce a Comerio ed è alimentato dal torrente Del Ceppone. Questo torrente si forma nel Massiccio del Campo dei Fiori e percorre l'omonima Valle del Ceppone, dove riceve da destra il torrente Tacca. Il torrente Del Ceppone è alimentato da altri piccoli ruscelli e contribuisce a rendere il Rio Arianna il maggior tributario del Tinella.
Il Tinella misura 11 km e la sua pendenza è del 10 %. Conta sette affluenti ed è insieme al Canale Brabbia, il maggiore immissario del Lago di Varese.

## Qualità delle acque e fauna ittica
La qualità delle acque del Tinella è esaminata in tre stazioni di prelievo, una a Luvinate e due nel territorio di Gavirate, presso Cascina Benedetto e la Foce. In tutte le stazioni la qualità delle acque è risultata buona.
La fauna ittica comprende la trota fario, l'anguilla, la gambusia, il ghiozzo padano.